# Daniel Salis-Soglio
Daniel Salis-Soglio (ur. 19 lutego 1826 w Chur, zm. 19 września 1919 tamże) – generał artylerii (niem. Feldzeugmeister) cesarskiej i królewskiej Armii, baron, rzeczywisty tajny radca, budowniczy Twierdzy Przemyśl.

## Życiorys

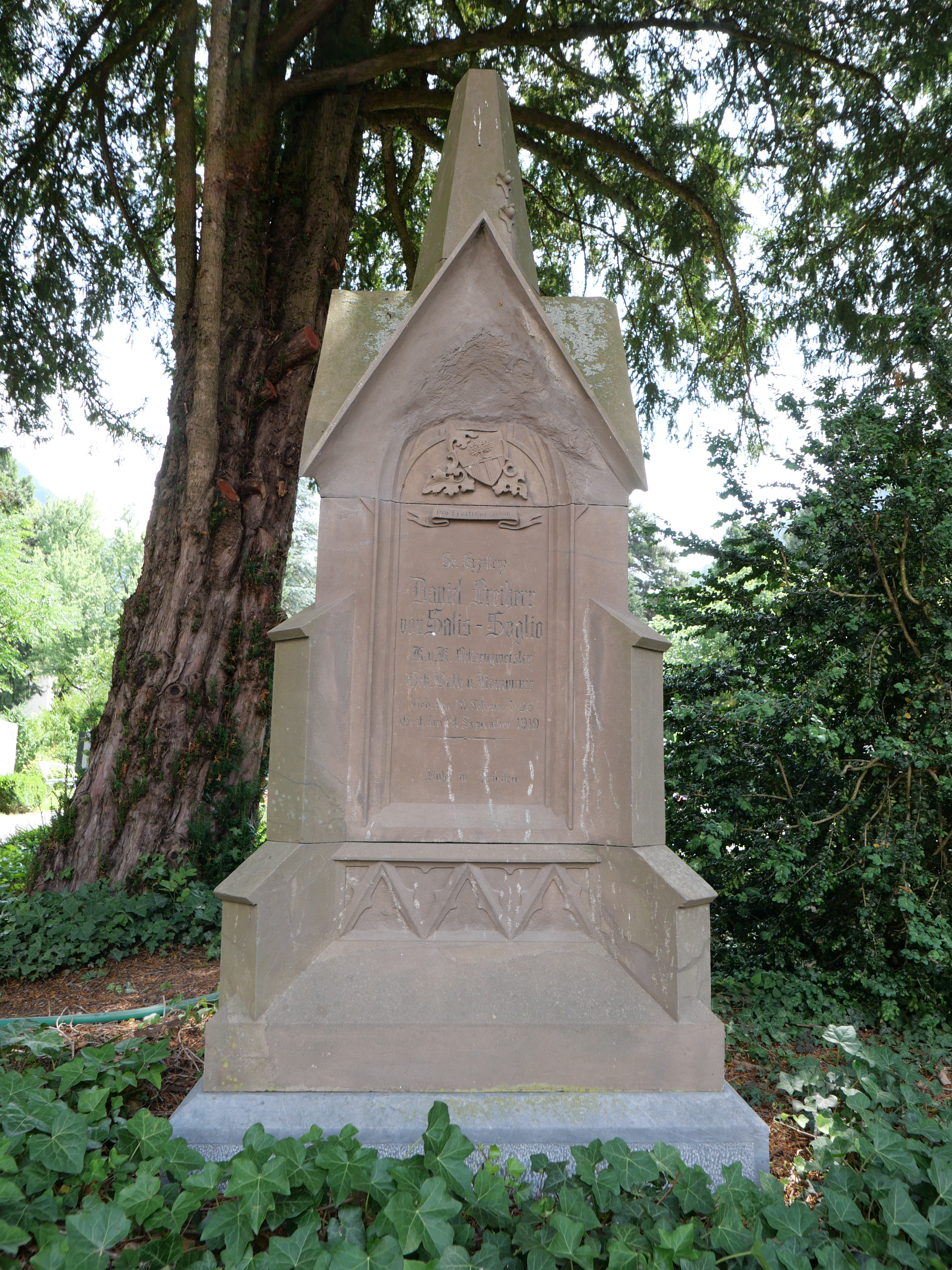
Grób Daniela Salisa-Soglio na cmentarzu Daleu w Chur.

Pochodził ze szwajcarskiej rodziny arystokratycznej. Syn szwajcarskiego oficera barona Emanuela Salis-Soglio (1798-1863) i Margarety z baronów Salis-Rietberg (1804-1854).
Jako małoletni wstąpił do Akademii Inżynierii. W latach 1855–1859 był osobistym adiutantem Dyrektora Inżynierii Generalnej arcyksięcia Leopolda. W czasie tej służby i licznych podróży inspekcyjnych po monarchii poznał wszystkie twierdze Cesarstwa.
Został dyrektorem Budowy Fortyfikacji dla południowego Tyrolu z siedzibą w Trydencie, a w 1871 dyrektorem Budowy Fortyfikacji w Przemyślu. W 1873 został szefem inżynierii w Dowództwie Generalnym we Lwowie. Na tym stanowisku 31 października 1874 został mianowany na stopień generała majora. W 1876 został powołany na stanowisko prezydenta Wojskowego Komitetu Technicznego i Administracyjnego. Na tym stanowisku 30 kwietnia 1879 został mianowany na stopień feldmarszałka-lejtnanta. W 1880 został wyznaczony na stanowisko generalnego inspektora inżynierii. W 1891 został szefem Węgierskiego Pułku Piechoty Nr 76. 27 kwietnia 1899 został mianowany na stopień generała artylerii. 1 sierpnia 1892 został przeniesiony w stan spoczynku.
Jego imię nosi Fort I Twierdzy Przemyśl w Siedliskach.
Był dwukrotnie żonaty. W 1853 r. w Kolonii poślubił Theodore Effingh, z którą miał dwóch synów: Emanuela Johanna (ur. 1854) i Paula Hermanna (ur. 1861). Po śmierci pierwszej żony, w 1902 r. w Wiedniu poślubił Marię Zapałowicz z domu Smole, wdowę po polskim inżynierze Władysławie Zapałowiczu. Tym samym Daniel Salis-Soglio został ojczymem polskiego podróżnika Hugona Zapałowicza.

## Ordery i odznaczenia
- Krzyż Wielki Orderu Leopolda[11]
- Order Korony Żelaznej 1. klasy[11]
- Order Korony Żelaznej 2. klasy[10]
- Order Korony Żelaznej 3. klasy z dekoracją wojenną[14]
- Krzyż Zasługi Wojskowej z dekoracją wojenną – 1862[15]
- Signum Laudis Medal Zasługi Wojskowej na wstążce Krzyża Zasługi Wojskowej[11]
- Signum Laudis Medal Zasługi Wojskowej na czerwonej wstążce[11]
- Krzyż Wielki Orderu Alberta (Saksonia)[16]
- Krzyż Wielki Orderu Danebroga (Dania)[16]
- Komandor Orderu Świętych Maurycego i Łazarza (Włochy)[16]
- Order Królewski Korony II klasy z mieczami (Prusy)[16]
- Order Świętego Jana (Prusy)[16]
- Krzyż Szturmowy Düppel (Prusy)[16]